# Фармерс-Бренч (Техас)
Фармерс-Бренч (англ. Farmers Branch) — місто (англ. city) в США, в окрузі Даллас штату Техас. Населення — 35 991 особа (2020).

## Географія
Фармерс-Бренч розташований за координатами 32°55′40″ пн. ш. 96°52′43″ зх. д. / 32.92778° пн. ш. 96.87861° зх. д. (32.927789, -96.878539).  За даними Бюро перепису населення США в 2010 році місто мало площу 30,96 км², з яких 30,55 км² — суходіл та 0,41 км² — водойми.

## Демографія
Згідно з переписом 2010 року, у місті мешкало 28 616 осіб у 10 797 домогосподарствах у складі 6923 родин. Густота населення становила 924 особи/км².  Було 11549 помешкань (373/км²).
Расовий склад населення:
| - 73,4 % — білих - 4,8 % — чорних або афроамериканців - 4,4 % — азіатів - 0,7 % — корінних американців - 13,8 % — осіб інших рас |

До двох чи більше рас належало 2,9 %. Частка іспаномовних становила 45,4 % від усіх жителів.
За віковим діапазоном населення розподілялося таким чином: 23,9 % — особи молодші 18 років, 62,8 % — особи у віці 18—64 років, 13,3 % — особи у віці 65 років та старші. Медіана віку мешканця становила 35,6 року. На 100 осіб жіночої статі у місті припадало 96,8 чоловіків;  на 100 жінок у віці від 18 років та старших — 95,3 чоловіків також старших 18 років.
Середній дохід на одне домашнє господарство  становив 78 460 доларів США (медіана — 60 973), а середній дохід на одну сім'ю — 86 283 долари (медіана — 64 962). Медіана доходів становила 46 719 доларів для чоловіків та 39 726 доларів для жінок. За межею бідності перебувало 12,0 % осіб, у тому числі 22,4 % дітей у віці до 18 років та 6,0 % осіб у віці 65 років та старших.
Цивільне працевлаштоване населення становило 16 230 осіб. Основні галузі зайнятості: освіта, охорона здоров'я та соціальна допомога — 16,0 %, науковці, спеціалісти, менеджери — 15,6 %, роздрібна торгівля — 12,1 %, мистецтво, розваги та відпочинок — 12,0 %.